# Saint-Firmin-des-Bois
Saint-Firmin-des-Bois är en kommun i departementet Loiret i regionen Centre-Val de Loire strax norr Frankrikes mitt. Kommunen ligger i kantonen Château-Renard som tillhör arrondissementet Montargis. År 2022 hade Saint-Firmin-des-Bois 498 invånare.

## Befolkningsutveckling
Antalet invånare i kommunen Saint-Firmin-des-Bois
| Referens: INSEE |